# Lepidemathis unicolor
Lepidemathis unicolor är en spindelart som först beskrevs av Karsch 1880.  Lepidemathis unicolor ingår i släktet Lepidemathis och familjen hoppspindlar. Inga underarter finns listade i Catalogue of Life.